# Pomme, pomme, pomme
 (mai 2025).
Motif : À la suite de Discussion:Stones_(chanson_de_Zibbz)/Admissibilité, Discussion:T'en va pas (chanson d'Esther Ofarim)/Admissibilité ou Discussion:Les Illusions de nos vingt ans/Admissibilité : absence de source secondaire centrée à deux ans d'écart permettant de respecter les critères généraux de notoriété WP:CGN. L'interwiki anglais a un bandeau signalant le manque de sources. Rien non plus pour entrer dans les critères spécifiques de la musique WP:NDC. Toute chanson participant au concours Eurovision n'est pas admissible de ce seul fait : certaines ont du succès, d'autres tombent dans l'oubli très rapidement.
- Archive Wikiwix
- Bing
- Cairn
- DuckDuckGo
- E. Universalis
- Gallica
- Google
- G. Books
- G. News
- G. Scholar
- Persée
- Qwant
- (zh) Baidu
- (ru) Yandex
- (wd) trouver des œuvres sur Wikidata

| 1. | Préciser le motif de la pose du bandeau. | Précisez le motif de la pose du bandeau en utilisant la syntaxe suivante : {{admissibilité à vérifier\|date=mai 2025\|motif=remplacez ce texte par le motif}}                            |
| 2. | Informer les utilisateurs concernés.     | Pensez à avertir le créateur de l'article, par exemple, en insérant le code ci-dessous sur sa page de discussion : {{subst:avertissement admissibilité à vérifier\|Pomme, pomme, pomme}} |

Chansons représentant le Luxembourg au Concours Eurovision de la chanson
Je suis tombé du ciel
(1970) Après toi
(1972)
Singles de Monique Melsen
La Mer mon amie
(1970) Hand in Hand
(1971)
Pomme, pomme, pomme est une chanson écrite par Pierre Cour sur une musique de Hubert Giraud et interprétée par la chanteuse luxembourgeoise Monique Melsen, sortie en 45 tours en 1971.
C'est la chanson représentant le Luxembourg au Concours Eurovision de la chanson 1971.
Monique Melsen a également enregistré la chanson en allemand sous le titre Komm, komm, komm (« Viens, viens, viens »), en anglais sous le titre The Love Beat (« Le rythme d'amour ») et en italien sous le titre Pom, pom, pom.

## À l'Eurovision

### Sélection
La chanson Pomme, pomme, pomme, interprétée par Monique Melsen, est sélectionnée en interne pour représenter l'Luxembourg au Concours Eurovision de la chanson 1971 le 3 avril à Dublin, en Irlande.
C'est la première fois qu'une chanteuse originaire du Grand-Duché représente le Luxembourg. Le premier chanteur luxembourgeois ayant représenté le Luxembourg étant Camillo Felgen en 1960.

### À Dublin
La chanson est intégralement interprétée en français, l'une des langues officielles du Luxembourg, comme l'impose la règle entre 1966 et 1972. L'orchestre est dirigé par le chef d'orchestre français Jean Claudric.
Pomme, pomme, pomme est la huitième chanson interprétée lors de la soirée du concours, suivant Un jardin sur la Terre de Serge Lama pour la France et précédant Jack in the Box de Clodagh Rodgers pour le Royaume-Uni.
À l'issue du vote, elle obtient 70 points, se classant 13e sur 18 chansons,.

## Liste des titres
| A. | Pomme, pomme, pomme | Pierre Cour, Hubert Giraud         | 2:50 |
| B. | Fa-fa-fa            | Billy Bridge, Pierre-André Dousset | 2:46 |

## Historique de sortie
| Pays        | Titre               | Date | Format   | Label            |
| ----------- | ------------------- | ---- | -------- | ---------------- |
| Allemagne   | Komm, komm, komm    | 1971 | 45 tours | Columbia EMI     |
| Allemagne   | Pomme, pomme, pomme | 1971 | 45 tours | Columbia EMI     |
| Espagne     | Pomme, pomme, pomme | 1971 | 45 tours | Columbia EMI     |
| France      | Pomme, pomme, pomme | 1971 | 45 tours | Philips          |
| Italie      | Pom, pom, pom       | 1971 | 45 tours | CBS              |
| Luxembourg  | Pomme, pomme, pomme | 1971 | 45 tours | Luxembourg Sound |
| Madagascar  | Pomme, pomme, pomme | 1971 | 45 tours | Philips          |
| Pays-Bas    | Pomme, pomme, pomme | 1971 | 45 tours | Philips          |
| Portugal    | Pomme, pomme, pomme | 1971 | 45 tours | Zip Zip          |
| Royaume-Uni | The Love Beat       | 1971 | 45 tours | Decca            |